# کریستین دیک
کریستین دیک (انگلیسی: Christian Dick; ۲ سپتامبر ۱۸۸۳ – ۱۴ اوت ۱۹۵۵) قایقران قایق بادبانی اهل نروژ بود.